# Sergio Dalma
Pour les articles homonymes, voir Dalma.
Josep Sergi Capdevila Querol, né le 28 septembre 1964 à Sabadell  (Espagne), professionnellement connu sous le nom de Sergio Dalma, est un chanteur espagnol. Il est l'un des artistes d'enregistrement les plus vendus d'Espagne, ayant été à neuf reprises en tête du classement national officiel des albums des Productores de Música de España, dont une série ininterrompue de cinq albums numéro un entre 2008 et 2013.

## Biographie
Sergio Dalma commence sa carrière en chantant dans des groupes et en se produisant dans des chorales jusqu'à ce qu'il remporte l'émission télévisée Gent d'aqui, sur la chaîne catalane Televisión Española, ce qui lui vaut un contrat régulier pour chanter dans la discothèque Shadows de Barcelone. Dalma signe avec la maison de disques Horus.
En 1989, Sergio Dalma sort son premier album, Esa Chica es Mía. La chanson titre est sortie comme son premier single. La chanson, une ballade pop-rock, est devenue un succès en Ibéro-Amérique, atteignant les charts en Espagne, au Mexique, au Chili, en Argentine et dans d'autres pays d'Amérique latine. L'album est certifié Platine en Espagne et dans d'autres pays en 1990,.
Sintiéndonos la Piel suit en 1991. La même année, il est choisi pour représenter l'Espagne au Concours Eurovision de la chanson 1991 à Rome avec la chanson Bailar pegados. Il termine à la quatrième place et le single s'est avéré être sa percée internationale et l'a présenté au public hispanique aux États-Unis, où la chanson culmine à la 6e place du classement US Hot Latin Tracks du Billboard. Elle est également devenue un hit numéro un dans plusieurs pays d’Ibéro-Amérique. Un autre single de l'album, Como Me Gusta, est devenu son deuxième hit dans le Top 10 de la liste US Hot Latin Tracks.

## Vie privée
Sergio Dalma épouse le mannequin Maribel Sanz (es) le 22 février 1994. Son unique enfant, Sergi Capdevila, naît le 18 août 1995. Le couple divorce et Maribel Sanz devient, pendant un certain temps, une habituée des magazines et des programmes télévisés de célébrités. En 2014, la mère et le fils sont apparus dans la deuxième saison de l'émission Telecinco ¡Mira Quién Salta!, un programme de plongée pour célébrités. Sergi Capdevila remporte le programme. Après la victoire, il a affirmé dans une interview qu'il n'avait pas parlé avec Dalma depuis cinq mois. Dalma a refusé de commenter les accusations portées contre son fils.

## Récompenses et distinctions
- (en) Sergio Dalma: Awards, sur l'Internet Movie Database